# Parafia Przemienienia Pańskiego we Władysławowie
Parafia Świętych Apostołów Piotra i Pawła we Władysławowie – rzymskokatolicka parafia w dekanacie Łabiszyn diecezji bydgoskiej. Została utworzona 1 lipca 1987 r.
Na obszarze parafii leżą miejscowości: Annowo, Drogosław, Kornelin, Pszczółczyn, Rzywno (część), Wielki Sosnowiec i Władysławowo.

## Proboszczowie
- ks. Tomasz Dajczak (2021–2025)[1][2]
- ks. Wojciech Piskorz (2025– )[3]